# Wulfhere van Mercia
Wulfhere of Wulfar (gestorven 675) was van 658 tot 675 n.Chr. koning van Mercia. Hij was de eerste christelijke koning van Mercia, hoewel niet bekend is wanneer en hoe hij tot het christendom werd bekeerd. Zijn aantreden als koning luidde het einde in van Oswiu van Northumbria's opperheerschappij over het huidige zuiden van Engeland. Wulfhere breidde zijn invloed over het grootste deel van deze regio uit. Zijn campagnes tegen de West-Saksen leidde tot de Mercische controle over een groot deel van de Theemsvallei. Hij veroverde het Isle of Wight en de vallei van de Meon en gaf deze aan koning Æthelwealh van de Zuid-Saksen. Hij had ook invloed in Surrey, Essex en Kent. Wulfhere trouwde met Eormenhild, de dochter van koning Eorcenberht van Kent.
Wulfheres vader, Penda, had in 655 in de slag bij Winwaed de dood gevonden tegen Oswiu van Northumbria. Penda's zoon Peada werd nu onder Oswiu's opperheerschappij koning van Mercia, maar werd een jaar later al vermoord. Wulfhere kwam op de troon toen Mercische edelen in 658 een opstand tegen de Northumbrische heerschappij organiseerden en Oswiu's gouverneurs verjoegen.
Tegen 670, toen Oswiu stierf, was Wulfhere de machtigste koning in het zuiden van Britannia. Vanaf de vroege jaren 660 was hij effectief de opperheerser over Brittania ten zuiden van de Humber, hoewel niet van Northumbria, zoals zijn vader wel was geweest. In 674 trad hij in het strijdperk tegen Oswiu's zoon Ecgfrith van Northumbria, maar hij werd verslagen. Wulfhere stierf in 675 waarschijnlijk aan een ziekte. Wulfhere werd als koning van Mercia opgevolgd door zijn broer, Æthelred. 
Stefanus van Ripon's Life of Wilfrid beschrijft Wulfhere als "een wilskrachtige, trotse man".

## Voetnoten
1. ↑  Colgrave, Life of Bishop Wilfred, blz. 20